# Martin Hoffmann
Martin Hoffmann (Gommern, 22 de Março de 1955) é um ex-futebolista alemão e atualmente treinador, campeão olímpico.

## Carreira
Hoffmann jogou toda sua carreira pelo Magdeburgo, então da Alemanha Oriental, disputando 256 partidas e marcando 78 gols, entre 1968 a 1985. Com o Magdeburgo, ele conquistou três campeonatos da Alemanha Oriental, quatro copas da Alemanha Oriental e, o mais importante, a Recopa Europeia em 1974, derrotando na final o Milan, por 2 a 0.
Ele também jogou pela Alemanha Oriental, disputando 62 jogos e marcando quinze gols entre 1973 e 1981. Em 1974, disputou a Copa do Mundo na Alemanha Ocidental, participando de seis jogos e, marcando um gol contra o Chile. Hoffmann também esteve presente nos Jogos Olímpicos de 1976, onde conquistou a medalha de ouro, tendo marcado um gol - na final - em cinco jogos.
Hoffmann também teve duas passagens como treinador do Magdeburgo, entre 1994 a 1996 e de 2002 a 2003. Na temporada 1996-97, ele brevemente foi treinador do Parchimer, mas deixou o clube ao fim da temporada. Atualmente ele treina as categorias de base do Magdeburg.

## Títulos
Magdeburg
- Campeonato da Alemanha Oriental: 1972, 1974, 1975
- Copa da Alemanha Oriental: 1973, 1978, 1979, 1983
- Recopa Europeia: 1974

Alemanha Oriental
- Ouro Olímpico: 1976

## Ligações Externas
- Perfil na Sports Reference